# قزل‌قایین (شهرستان آلاکل)
قزل‌قایین (قزاقی: Қызылқайың) یک منطقه مسکونی در قزاقستان است که در استان آلماتی واقع شده است.